# Verdi dimore
Verdi dimore (Green Mansions) è un film del 1959 diretto da Mel Ferrer e ispirato al romanzo omonimo di William Henry Hudson del 1904.

## Trama
È la storia di Rima, una ragazza cresciuta nella giungla, che si innamora di un viaggiatore, Abel.

## Produzione
Il film doveva essere il primo di una serie di progetti diretti da Ferrer e interpretati da Audrey Hepburn, che all'epoca era sua moglie, ma questo fu l'unico. Fu uno dei pochi insuccessi di pubblico e di critica nella carriera dell'attrice.

## Colonna sonora
La canzone nella colonna sonora Forests Of The Amazon di Heitor Villa-Lobos vede la partecipazione di Bidu Sayão.